# Bharte
Bharte (en népalais : भार्ते) est un comité de développement villageois du Népal situé dans le district de Lamjung. Au recensement de 2011, il comptait 2 239 habitants.